# Arslanowski selsowet
Der Arslanowski selsowet (russisch Арслановский сельсовет) ist eine Landratsgemeinde (selsowet) in Russland. Sie liegt im Tschischminski rajon der Republik Baschkortostan. Verwaltungssitz ist das Dorf Arslanowo.

## Dörfer
In der Landratsgemeinde liegen folgende Dörfer:
- Arslanowo (russisch Арсланово)
- Aminewo (russisch Аминево)
- Irek (russisch Ирек)
- Leonidowka (russisch Леонидовка)
- Nowaja (russisch Новая)

## Demographie
| Jahr | Einwohner |
| ---- | --------- |
| 2002 | 1672      |
| 2009 | 1741      |
| 2010 | 1623      |
| 2012 | 1613      |
| 2013 | 1591      |
| 2014 | 1538      |
| 2015 | 1530      |
| 2016 | 1530      |
| 2017 | 1549      |